# Llei 40/2015, d'1 d'octubre, del Règim Jurídic del Sector Públic
La Llei 40/2015, d'1 d'octubre, del Règim Jurídic del Sector Públic és la llei espanyola que regula les relacions entre administracions públiques.
És una llei que naix completant l'espai deixat per la derogació de l'anterior llei que regulava el procediment administratiu a Espanya, la Llei 30/1992, de 26 de novembre, del règim jurídic de les administracions públiques i del procediment administratiu comú, per a regular l'organització administrativa.
En l'article 84.1 fa una enumeració del sector institucional estatal.